# Neoscona pratensis
Neoscona pratensis là một loài nhện trong họ Araneidae.
Loài này thuộc chi Neoscona. Neoscona pratensis được Nicholas Marcellus Hentz miêu tả năm 1847.